# Labyrinthe de Durbuy
Le Labyrinthe est un parc à thème belge qui prend place chaque été dans un champ de maïs de onze hectares situé à Durbuy en province de Luxembourg. Des comédiens animent cette attraction touristique qui propose chaque année une nouvelle thématique, un nouveau spectacle.
Cette année, le Labyrinthe adopte un nouveau thème : le cirque. Le labyrinthe de maïs se métamorphose en un monde de cirque magique, où l'histoire tourne autour de Yuki, un jeune artiste qui tente d'aider la famille La Roulotte à sauver leur cirque et à y retrouver la magie.

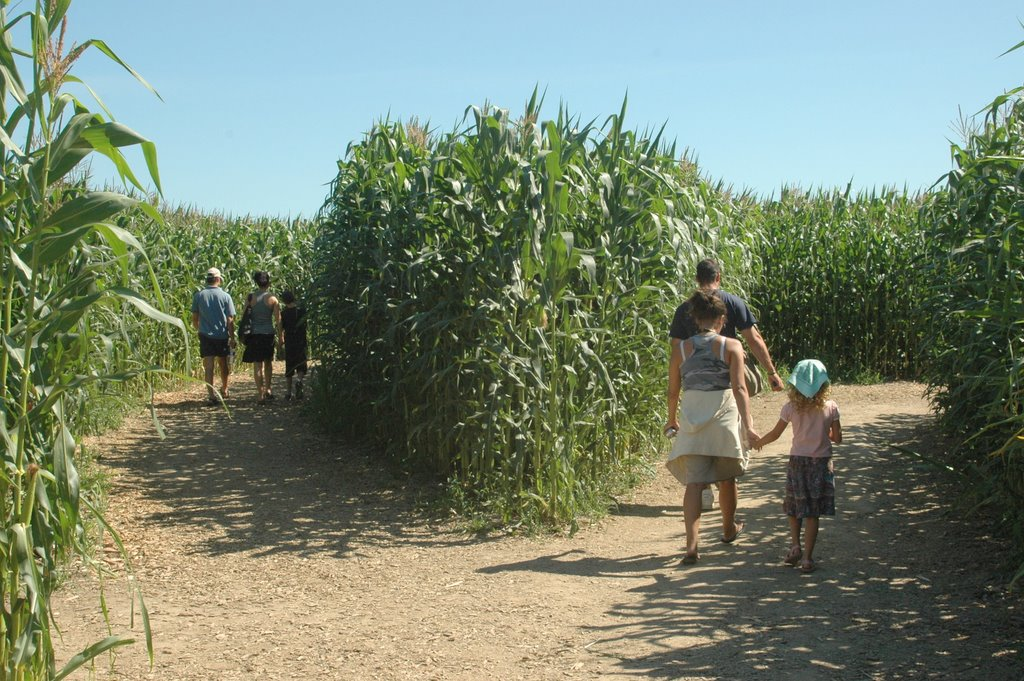
Une excursion en famille avec les enfants.

## Historique

### 1997, les débuts
Le premier Labyrinthe a été créé en 1997 à l'initiative de la Jeune Chambre économique de Durbuy. Le choix de l'implantation s'est porté sur le village de Durbuy en Ardenne. Le succès fut au rendez-vous et une seconde édition vit le jour en 1998.

### La continuité

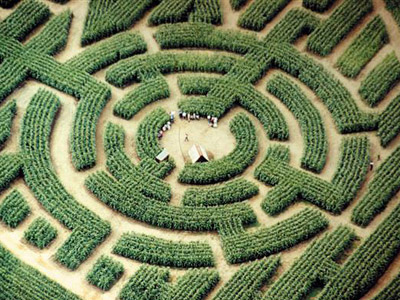
Vue aérienne du labyrinthe.

- 1998 :  la Jeune Chambre économique ayant décidé de passer la main, deux des fondateurs, Fabienne Delvaux et Jean-Luc Arendt, créent une ASBL qui reprend le flambeau.
- 2002 : le 17 juillet, le Prince Philippe de Belgique et son épouse la Princesse Mathilde visitent le Labyrinthe avec leurs enfants.
- 2020 : le labyrinthe n'ouvre pas pour des raisons sanitaires (pandémie de Sars-Cov-2).

En moyenne, 70 000 visiteurs fréquentent annuellement le Labyrinthe entre le début de juillet et le début d'octobre.

### Thèmes
- 1997 : les animaux des champs
- 1998 : Alice au Pays des Merveilles
- 1999 : les Schtroumpfs
- 2000 : les dieux de l'ancienne Égypte
- 2001 : Peter Pan
- 2002 : Merlin l'Enchanteur
- 2003 : les contes de Perrault
- 2004 : Pinocchio
- 2005 : Tintin
- 2006 : Le Livre de la jungle
- 2007 : le dragon
- 2008 : les pirates
- 2009 : les amis de Spirou
- 2010 : Yakari
- 2011 : Robin des Bois
- 2012 : les Mayas
- 2013 : les Schtroumpfs
- 2014 : les extraterrestres
- 2015 : Peter Pan
- 2016 : Princesse et dragon
- 2017 : Aladdin
- 2018 : Tarzan
- 2019 : Le Petit Prince
- 2021 : La Belle et la Bête
- 2022 : Pinocchio
- 2023 : Skinny et l'œuf mystérieux
- 2024 : Le cirque

## Animations
- Le labyrinthe géant de maïs animé par des comédiens
- Le labyrinthe des portes dont l'ouverture est ordonnée par des codes cachés
- Le labyrinthe des petits (3–8 ans)
- Les labyrinthes miniatures

## À l'étranger
Depuis 2007, une version du Labyrinthe existe outre-Atlantique au Québec à Saint-Jean-sur-Richelieu à 40 minutes de Montréal.

## À voir
- Parc Chlorophylle
- Houtopia